# 沈祥 (永樂舉人)
沈祥，山西太平人，明朝政治人物。舉人出身。
永樂六年，戊子科山西鄉試中舉，后任郿縣教諭。